# دیوید بولتر
دیوید بولتر (انگلیسی: David Boulter؛ زادهٔ ۵ اکتبر ۱۹۶۲) بازیکن فوتبال اهل بریتانیا است.
از باشگاه‌هایی که در آن بازی کرده‌است می‌توان به باشگاه فوتبال کریستال پالاس، باشگاه فوتبال میپا، و باشگاه فوتبال کراولی تاون اشاره کرد.